# Ґодзілла: Фінальні війни
Ґодзілла: Фінальні війни  (яп. ゴジラファイナルウォーズ, ґодзіра — файнару во:дзу, від англ. «Godzilla: Final Wars») — японський фільм режисера Рюхея Кітамури. Це двадцять восьмий фільм про Ґодзіллу. Він був останнім у серії аж до виходу фільму 2014-го року.
Світова прем'єра відбулася 4 грудня 2004 року, а в Україні 12 грудня 2004 року. Фільм був створений через 50 років після оригінального фільму.
При бюджеті 19 мільйонів доларів це був найдорожчий фільм про японського Ґодзіллу. Його прокат обернувся касовим провалом, зробивши його найпровальнішим фільмом про Ґодзілу епохи Міленіум і другим провальним фільмом в епопеї після фільму «Терор МехаҐодзілли».
Був випущений «Sony» на DVD в 2005 році.

## Сюжет
Початок XXI століття. Фільм починається зі сцени, де літаючий корабель-субмарина Готенго з командою, що включає техніка Дугласа Гордона, бореться з Ґодзіллою в Антарктиді і ховає його живцем під уламками айсберга. Потім демонструється вступ, в якому розповідається про Сили Захисту Землі (Earth Defense Force), до складу яких входять звичайні люди, а також люди, наділені незвичайними здібностями — мутанти, що входять до спеціального підрозділу — організації М. Головна мета організації — боротьба з гігантськими монстрами. Головним ворогом Сил Захисту Землі є динозавр — мутант Ґодзілла.
Далі події переносяться в середину XXI століття. Через багато років Гордон стає капітаном Готенго. Він проводить успішну операцію зі знищення морського дракона Манди, але при цьому сильно пошкоджує Готенго, за що його після цього хочуть засудити.
Тим часом мутанта Одзакі викликає один з командувачів Сил Захисту Землі й інформує його про майбутнє завдання — охорону біолога Міюкі Отонасі, зайнятої вивченням доставленої викопної мумії невідомої істоти. Вчений Хатіро Дзінгудзі з'ясував, що як і люди-мутанти, ця істота має в своєму складі речовину М. Одзакі розглядає стару книгу, і, невідомим чином переміщує себе, Міюкі та Хатіро на острів Інфант, де вони зустрічають двох маленьких фей-берегинь, які охороняють спокій гігантського метелика-бога Мотри. Вони розповідають про те, що монстра-кіборга, виявленого вченими, звуть Гайган і він прибув на Землю дванадцять тисяч років тому і почав знищувати все живе, але Мотра зупинила його. Вони повідомляють, що якщо Одзакі буде на боці добра, Мотра теж буде на його боці, і передають йому амулет. Потім герої знову опиняються в лабораторії.
З'являється повідомлення про те, що секретар ООН Дайго десь подівся. Також виявляється, що великі населені пункти атаковані монстрами. На Нью-Йорк напав гігантський птеранодон Родан, на Шанхай — анкілозавр Ангірус, на Окінаву — Кінг Сізар, на Париж — богомол Камакурас, на Арізону — павук Кумонга, на Сідней — ігуана Зілла, на передмістя Токіо — рак Ебіра.
Мутантів Одзакі та Кадзама відправляють боротися з Ебірою, якого вони майже вбивають. Але раптово всі монстри зникають. Біля Токіо з'являється НЛО, на борту якого знаходиться секретар ООН Дайго. Він оголошує, що його врятували інопланетяни ксіліени і те, що вони є друзями землян. Ксіліени стверджують, що вони врятували Землю від монстрів і прилетіли попередити про астероїд Горас, що летить до Землі. Завдяки Гордону, Одзакі і Міюкі з'ясовують, що ксіліени насправді збираються поневолити людство, а Дайго і командир Сил Захисту Землі Намікава викрадені й підмінені на ксіліенів. Міюкі та її сестра Анна з'ясовують також те, що ксіліени насправді не схожі на людей, а лише добре маскуються.
Біля підніжжя гори Фудзі дід і онук виявляють сина Ґодзілли — Мініллу.
Ксіліени контролюють монстрів, Гайгана і людей-мутантів за рахунок того, що у всіх них є ген М. Однак вони не можуть контролювати Одзакі, в зв'язку з тим, що він Кайзер [уточнити]. Ґодзіллу і Мотру ксіліени також не можуть контролювати через те, що в них відсутній ген М.
Гордон, Одзакі та Міюкі вирушають на Готенго до Антарктиди і будять Ґодзіллу. Головний ксіліен посилає Гайгана боротися з Ґодзіллою, але Ґодзілла перемагає його. Потім Ґодзілла слідує за Готенго в Сідней. Ксілени випускають Зіллу, але Ґодзілла вбиває його за допомогою атомного променя, випущеного з пащі. Потім Ґодзілла розправляється з Кумонгою в Новій Гвінеї і Камакурасом на узбережжі Манадзуру. Після цього Ґодзілла починає бій відразу з трьома монстрами: Кінг Сізаром, Ангірусом і Роданом. Протягом недовгої сутички Король Монстрів перемагає всіх трьох, однак, на відміну від Зілли, Кумонги і Камакураса, залишає їх у живих. Далі, слідуючи за Готенго Ґодзілла направляється до Токіо, де в бухті вбиває Ебіру та Хедору. Після цього Ґодзілла випускає з пащі атомний промінь і знищує астероїд, запущений ксіліенами. Потім виявляється, що астероїд був чимось на зразок космічного корабля могутнього інопланетного Монстра Ікс, з яким Ґодзілла починає бій.
Героям вдається проникнути на борт корабля ксіліенів, де вони виявляють живих Дайго і Намікаву. Мотра прокидається і поспішає на допомогу Ґодзіллі. Щоб відволікти Мотру, головний ксіліен випускає відремонтованого Гайгана. Мотрі вдається перемогти Гайгана. Корабель Ксіленів вибухає, а Одзакі з іншими перебираються на Готенго. Монстр Ікс трансформується в Кайзер Гідору, чудовисько з трьома головами і довгим роздвоєним хвостом, і випиває з Ґодзілли майже всю енергію. Команда Готенго розуміє, що такими темпами Ґодзілла скоро позбудеться всієї своєї енергії і загине, і, щоб запобігти цьому, Одзакі передає Ґодзіллі частину своєї енергії. Відразу ж після цього Ґодзілла відриває дві голови Кайзер Гідори. Потім, взявши третю, останню, голову, випускає атомний промінь. Король Монстрів запускає Кайзер Гідору в космос. Потім Ґодзілла стріляє атомним променем по Готенго, і той падає. Ґодзілла збирається убити героїв, але з'являється Мінілла і не дозволяє Ґодзіллі зробити це.
У заключній сцені фільму Ґодзілла з Мініллою йдуть в океан.

## Кайдзю
- Ґодзілла
- Мотра
- Родан
- Ангірус
- Гайган
- Кінг Сізар
- Зілла
- Мінілла
- Манда
- Камакурас
- Кумонга
- Ебіра
- Хедора
- Монстер Ікс/Кайзер Гідора
- Варан (заставка, використані кадри)
- Гайра (заставка, використані кадри)
- Барагон (заставка, використані кадри)
- Мехаґодзілла (заставка, використані кадри)
- Титанозавр (заставка, використані кадри)
- Гезора (заставка, використані кадри)
- Мегагірус (заставка, використані кадри)

## В ролях
| Актор            | Роль             |
| ---------------- | ---------------- |
| Масахіро Мацуока | Сін'їті Одзакі   |
| Рей Кікукава     | Міюкі Отонасі    |
| Дон Фрай         | Дуглас Гордон    |
| Макі Мідзуно     | Анна Отонасі     |
| Кадзукі Кітамура | Головний Ксілен  |
| Так Сакагуті     | Ксілен           |
| Кейн Косугі      | Кацунорі Кадзама |
| Кумі Мідзуно     | Акіко Намікава   |
| Кендзі Сахара    | Хатіро Дзінгудзі |

## Критика
Фільм отримав, головним чином, позитивні відгуки, хоча у фанатів було трохи претензій до фільму. Одна з них — те, що велика частина фільму приділена саме людям, а не монстрам і Ґодзіллі. Ґодзілла навіть мало згадується. На Rotten Tomatoes отримав 44 % позитивних відгуків.

## Знімання і прокат
- Бюджет фільму склав $ 35 500 000. Це найбільший бюджет за всю історію серії. У прокаті заробив $ 138 млн.
- Є кілька відсилань до фільмів Голівуду: корабель ксіліенів нагадує «Зірку смерті» з «Зоряних воєн»; сцена переслідування мотоциклістом вантажівки є натяком на фільм «Термінатор 2: Судний день»; епізод руйнування Роданом Нью-Йорка схожий на сцени спустошення міста гігантським птахом у фільмі «Гігантський кіготь».